# Nantouillet
Nantouillet és un municipi francès, situat al departament de Sena i Marne i a la regió de Illa de França. L'any 2007 tenia 271 habitants.
Forma part del cantó de Mitry-Mory, del districte de Meaux i de la Comunitat d'aglomeració Roissy Pays de France.

## Demografia

### Població
El 2007 la població de fet de Nantouillet era de 271 persones. Hi havia 83 famílies, de les quals 20 eren unipersonals (12 homes vivint sols i 8 dones vivint soles), 12 parelles sense fills, 39 parelles amb fills i 12 famílies monoparentals amb fills.
La població ha evolucionat segons el següent gràfic:
Habitants censats

### Habitatges
El 2007 hi havia 105 habitatges, 89 eren l'habitatge principal de la família, 3 eren segones residències i 13 estaven desocupats. 100 eren cases i 4 eren apartaments. Dels 89 habitatges principals, 71 estaven ocupats pels seus propietaris, 14 estaven llogats i ocupats pels llogaters i 4 estaven cedits a títol gratuït; 1 tenia una cambra, 4 en tenien dues, 18 en tenien tres, 18 en tenien quatre i 47 en tenien cinc o més. 79 habitatges disposaven pel capbaix d'una plaça de pàrquing. A 33 habitatges hi havia un automòbil i a 53 n'hi havia dos o més.

### Piràmide de població
La piràmide de població per edats i sexe el 2009 era:
| Homes | Edats   | Dones |
| ----- | ------- | ----- |
| 0     | 95 o +  | 0     |
| 0     | 90 a 94 | 0     |
| 0     | 85 a 89 | 4     |
| 0     | 80 a 84 | 0     |
| 0     | 75 a 79 | 4     |
| 8     | 70 a 74 | 4     |
| 4     | 65 a 69 | 4     |
| 4     | 60 a 64 | 0     |
| 12    | 55 a 59 | 0     |
| 4     | 50 a 54 | 8     |
| 12    | 45 a 49 | 20    |
| 12    | 40 a 44 | 0     |
| 8     | 35 a 39 | 24    |
| 12    | 30 a 34 | 4     |
| 4     | 25 a 29 | 8     |
| 0     | 20 a 24 | 16    |
| 4     | 15 a 19 | 24    |
| 8     | 10 a 14 | 8     |
| 8     | 5 a 9   | 8     |
| 8     | 0 a 4   | 8     |

## Economia
El 2007 la població en edat de treballar era de 178 persones, 148 eren actives i 30 eren inactives. De les 148 persones actives 133 estaven ocupades (74 homes i 59 dones) i 15 estaven aturades (5 homes i 10 dones). De les 30 persones inactives 5 estaven jubilades, 18 estaven estudiant i 7 estaven classificades com a «altres inactius».

### Ingressos
El 2009 a Nantouillet hi havia 86 unitats fiscals que integraven 243,5 persones, la mediana anual d'ingressos fiscals per persona era de 21.480 €.

### Activitats econòmiques
Dels 8 establiments que hi havia el 2007, 2 eren d'empreses extractives, 2 d'empreses de construcció, 3 d'empreses de comerç i reparació d'automòbils i 1 d'una empresa classificada com a «altres activitats de serveis».
Dels 2 establiments de servei als particulars que hi havia el 2009, 1 era un paleta i 1 lampisteria.

## Poblacions més properes
El següent diagrama mostra les poblacions més properes.